# Campeonato de Fútbol Femenino de Primera División B 2025 (Argentina)
Los nuevos participantes son: UAI Urquiza que decidió renunciar a la categoría y descender voluntariamente, mientras que los dos equipos descendidos de la Primera División A 2024: Estudiantes (BA) y Excursionistas desafiliaron su fútbol femenino de primera división. Se agregaron los dos ascendidos de la tercera categoría: el campeón de la Primera C, Aldosivi y el ganador del torneo reducido por el segundo ascenso, Estrella del Sur, ambos equipos debutantes en la categoría.
Habrá dos ascensos a la Primera División A y dos descensos a la Primera División C.

## Ascensos y descensos

### Equipos salientes
| Pos.                        | Equipos descendidos de la Primera División B 2024 |
| --------------------------- | ------------------------------------------------- |
| 11.º Zona A                 | Lima FC                                           |
| 10.º Zona B                 | Deportivo Armenio                                 |
| perdedor por el 3º descenso | Deportivo Español                                 |

| Cond.     | Equipos ascendidos a la Primera División A 2025 |
| --------- | ----------------------------------------------- |
| Campeón   | Talleres (C)                                    |
| Gan. red. | Vélez Sarsfield                                 |

### Equipos entrantes
| Torneo    | Equipos ascendidos desde la Primera División C 2024 |
| --------- | --------------------------------------------------- |
| Campeón   | Aldosivi                                            |
| Gan. red. | Estrella del Sur                                    |

| Pos.             | Equipos descendidos de la Primera División A 2024 |
| ---------------- | ------------------------------------------------- |
| 17.º Gen. (ret.) | Estudiantes (BA)                                  |
| 18.º Gen. (ret.) | Excursionistas                                    |
| retirado         | UAI Urquiza                                       |

## Equipos participantes
| Equipo                             | Localización      | Recinto(s)                                     | Cap.   |
| ---------------------------------- | ----------------- | ---------------------------------------------- | ------ |
| Aldosivi                           | Mar del Plata     | Predio Punta Mogotes                           |        |
| All Boys                           | Buenos Aires      | Islas Malvinas                                 | 21 500 |
| Argentinos Juniors                 | Buenos Aires      | Diego Armando Maradona Predio CEFFA            | 26 000 |
| Atlanta                            | Buenos Aires      | Don León Kolbowsky Predio Antonio Carbone      | 18 000 |
| Atlético de Rafaela                | Rafaela           | Nuevo Monumental Predio Autódromo Rafaela      | 20 660 |
| Camioneros                         | Nueve de Abril    | Hugo Moyano                                    | 5 000  |
| Comunicaciones                     | Buenos Aires      | Alfredo Ramos                                  | 3 500  |
| Defensa y Justicia                 | Gobernador Costa  | Norberto Tomaghello Predio Campeones del Mundo | 20 000 |
| Defensores de Belgrano             | Buenos Aires      | Juan Pasquale Predio Los Cardales              | 9 000  |
| Deportivo Merlo                    | Parque San Martín | José Manuel Moreno Predio El Remanso           | 10 000 |
| Deportivo Morón                    | Morón             | Nuevo Francisco Urbano Predio La Catedral      | 35 000 |
| El Porvenir                        | Gerli             | Gildo Ghersinich                               | 14 000 |
| Estudiantes (LP)                   | La Plata          | Jorge Luis Hirschi Predio City Bell            | 32 530 |
| Estrella del Sur                   | Alejandro Korn    | Claudio "Chiqui" Tapia                         | 150    |
| Lanús                              | Lanús             | Ciudad de Lanús Predio Valentín Alsina         | 47 090 |
| San Miguel                         | Los Polvorines    | Malvinas Argentinas                            | 9 000  |
| Sarmiento                          | Junín             | Eva Perón Centro de Alto Rendimiento           | 23 000 |
| UAI Urquiza                        | Villa Lynch       | Monumental de Villa Lynch                      | 1 000  |
| Unión                              | Santa Fe          | 15 de abril Predio La Tatenguita               | 27 358 |
| Datos actualizados a abril de 2025 |                   |                                                |        |

### Distribución geográfica de los equipos
| Región                    | Cant. | Equipos |
| ------------------------- | ----- | --- |
| Provincia de Buenos Aires | 12    | Aldosivi, Camioneros, Defensa y Justicia, Deportivo Merlo, Deportivo Morón, El Porvenir, Estudiantes (LP), Estrella del Sur, Lanús, San Miguel, Sarmiento y UAI Urquiza. |
| Ciudad de Buenos Aires    | 5     | All Boys, Argentinos Juniors, Atlanta, Comunicaciones, Defensores de Belgrano.                                                                                           |
| Provincia de Santa Fe     | 2     | Atlético de Rafaela, Unión |

## Formato

### Ascensos
Los participantes se dividen en dos zonas de diez y nueve equipos respectivamente, que se disputan mediante el sistema de todos contra todos, a dos ruedas ida y vuelta. Los que ocupen el primer puesto en ambas se enfrentarán en una final a partido ida y vuelta, por el título de campeón y el primer ascenso. Habrá un segundo ascenso, que saldrá de un torneo reducido disputado por eliminación directa por trece equipos: el perdedor de la final, que se integrará en la segunda fase, y del segundo al séptimo de cada zona. 

### Descensos
Los que ocupen el último puesto de cada zona descenderán a la tercera categoría.

## Zona A

### Tabla de posiciones
| Pos. | Equipo                 | Pts. | PJ | PG | PE | PP | GF | GC | Dif. |
| ---- | ---------------------- | ---- | -- | -- | -- | -- | -- | -- | ---- |
| 1.º  | Unión                  | 36   | 13 | 12 | 0  | 1  | 39 | 13 | 26   |
| 2.º  | Camioneros             | 25   | 12 | 8  | 1  | 3  | 31 | 13 | 18   |
| 3.º  | Estrella del Sur       | 25   | 13 | 7  | 4  | 2  | 28 | 12 | 16   |
| 4.º  | San Miguel             | 23   | 13 | 7  | 2  | 4  | 30 | 18 | 12   |
| 5.º  | Defensores de Belgrano | 17   | 13 | 5  | 2  | 6  | 16 | 21 | −5   |
| 6.º  | El Porvenir            | 15   | 13 | 3  | 6  | 4  | 15 | 18 | −3   |
| 7.º  | Aldosivi               | 13   | 12 | 4  | 1  | 7  | 15 | 22 | −7   |
| 8.º  | Comunicaciones         | 12   | 13 | 2  | 6  | 5  | 17 | 17 | 0    |
| 9.º  | Defensa y Justicia     | 10   | 13 | 3  | 1  | 9  | 17 | 22 | −5   |
| 10.º | Deportivo Merlo        | 4    | 13 | 1  | 1  | 11 | 9  | 61 | −52  |

|  | El equipo que ocupe la 1ª posición clasificará a la final por el ascenso.                             |
|  | Los equipos que ocupen las posiciones 2ª a 7ª clasificarán al torneo reducido por el segundo ascenso. |
|  | El equipo que ocupe la 10ª posición descenderá a Primera C.                                           |

### Evolución de las posiciones

#### Primera rueda
| Equipo / Fecha         | 1    | 2    | 4    | 5    | 6    | 3    | 7     | 8     | 9     |
| ---------------------- | ---- | ---- | ---- | ---- | ---- | ---- | ----- | ----- | ----- |
| Aldosivi               | 9.º  | 9.º  | 8.º  | 6.º  | 7.º  | 7.º  | 7.º * | 8.º * | 7.º * |
| Camioneros             | 2.º  | 2.º  | 1.º  | 2.º  | 4.º  | 5.º  | 5.º * | 3.º * | 3.º * |
| Comunicaciones         | 6.º  | 4.º  | 6.º  | 8.º  | 8.º  | 8.º  | 8.º   | 7.º   | 8.º   |
| Defensa y Justicia     | 7.º  | 8.º  | 9.º  | 10.º | 9.º  | 9.º  | 9.º   | 9.º   | 9.º   |
| Defensores de Belgrano | 4.º  | 3.º  | 3.º  | 4.º  | 2.º  | 4.º  | 4.º   | 6.º   | 6.º   |
| Deportivo Merlo        | 10.º | 10.º | 10.º | 9.º  | 10.º | 10.º | 10.º  | 10.º  | 10.º  |
| El Porvenir            | 5.º  | 7.º  | 5.º  | 7.º  | 6.º  | 6.º  | 6.º   | 4.º   | 5.º   |
| Estrella del Sur       | 3.º  | 5.º  | 4.º  | 3.º  | 3.º  | 2.º  | 2.º   | 2.º   | 2.º   |
| San Miguel             | 8.º  | 6.º  | 7.º  | 5.º  | 5.º  | 3.º  | 3.º   | 5.º   | 4.º   |
| Unión (SF)             | 1.º  | 1.º  | 2.º  | 1.º  | 1.º  | 1.º  | 1.º   | 1.º   | 1.º   |

Excepto Aldosivi y Defensa y Justicia, todos tuvieron un partido pendiente entre la fecha 3 y 6.

#### Segunda rueda
| Equipo / Fecha         | 10    | 11    | 12    | 13    | 14   | 15   | 16  | 17 | 18 |
| ---------------------- | ----- | ----- | ----- | ----- | ---- | ---- | --- | -- | -- |
| Aldosivi               | 7.º * | 8.º * | 7.º * | 7.º * |      |      |     |    |    |
| Camioneros             | 4.º * | 3.º * | 4.º * | 2.º * |      |      |     |    |    |
| Comunicaciones         | 9.º   | 7.º   | 8.º   | 8.º   |      |      |     |    |    |
| Defensa y Justicia     | 8.º   | 9.º   | 9.º   | 9.º   |      |      |     |    |    |
| Defensores de Belgrano | 6.º   | 5.º   | 5.º   | 5.º   |      |      |     |    |    |
| Deportivo Merlo        | 10.º  | 10.º  | 10.º  | 10.º  | 10.º | 10.º |     |    |    |
| El Porvenir            | 5.º   | 6.º * | 6.º * | 6.º * |      |      |     |    |    |
| Estrella del Sur       | 2.º   | 2.º   | 2.º   | 3.º   |      |      |     |    |    |
| San Miguel             | 3.º   | 4.º * | 3.º * | 4.º * |      |      |     |    |    |
| Unión (SF)             | 1.º   | 1.º   | 1.º   | 1.º   | 1.º  | 1.º  | 1.º |    |    |

### Resultados
| Fecha 1            | Fecha 1   | Fecha 1          | Fecha 1                        | Fecha 1     | Fecha 1 |
| Local              | Resultado | Visitante        | Recinto                        | Fecha       | Hora    |
| ------------------ | --------- | ---------------- | ------------------------------ | ----------- | ------- |
| Camioneros         | 4 - 2     | San Miguel       | Predio Hugo Moyano             | 26 de abril | 11:00   |
| Estrella del Sur   | 2 - 0     | Aldosivi         | Estadio Claudio "Chiqui" Tapia | 26 de abril | 19:00   |
| El Porvenir        | 1 - 1     | Comunicaciones   | Estadio Gildo Ghersinich       | 27 de abril | 10:00   |
| Defensa y Justicia | 2 - 3     | Def. de Belgrano | Predio Campeones del Mundo     | 27 de abril | 15:30   |
| Dep. Merlo         | 1 - 4     | Unión (SF)       | Predio El Remanso              | 27 de abril | 16:30   |

| Fecha 2        | Fecha 2   | Fecha 2            | Fecha 2             | Fecha 2    | Fecha 2 |
| Local          | Resultado | Visitante          | Recinto             | Fecha      | Hora    |
| -------------- | --------- | ------------------ | ------------------- | ---------- | ------- |
| Unión (SF)     | 4 - 3     | Estrella del Sur   | Estadio 15 de Abril | 10 de mayo | 10:30   |
| Camioneros     | 2 - 0     | Defensa y Justicia | Predio Hugo Moyano  | 10 de mayo | 11:00   |
| Aldosivi       | 1 - 2     | Def. de Belgrano   | Predio Aldosivi     | 10 de mayo | 18:00   |
| San Miguel     | 2 - 1     | El Porvenir        | Cancha Auxiliar     | 11 de mayo | 15:00   |
| Comunicaciones | 3 - 2     | Dep. Merlo         | Cancha Auxiliar     | 11 de mayo | 15:00   |

| Fecha 3            | Fecha 3   | Fecha 3        | Fecha 3                        | Fecha 3     | Fecha 3 |
| Local              | Resultado | Visitante      | Recinto                        | Fecha       | Hora    |
| ------------------ | --------- | -------------- | ------------------------------ | ----------- | ------- |
| Defensa y Justicia | 1 - 2     | Aldosivi       | Predio Campeones del Mundo     | 18 de mayo  | 18:00   |
| Dep. Merlo         | 0 - 2     | San Miguel     | Predio El Remanso              | 14 de junio | 14:00   |
| Estrella del Sur   | 1 - 0     | Comunicaciones | Estadio Claudio "Chiqui" Tapia | 14 de junio | 14:30   |
| Def. de Belgrano   | 0 - 2     | Unión (SF)     | Estadio Juan Pasquale          | 15 de junio | 15:00   |
| El Porvenir        | 1 - 1     | Camioneros     | Estadio Gildo Ghersinich       | 24 de junio | 15:00   |

| Fecha 4        | Fecha 4   | Fecha 4            | Fecha 4                     | Fecha 4    | Fecha 4 |
| Local          | Resultado | Visitante          | Recinto                     | Fecha      | Hora    |
| -------------- | --------- | ------------------ | --------------------------- | ---------- | ------- |
| Comunicaciones | 2 - 4     | Def. de Belgrano   | Cancha Auxiliar             | 24 de mayo | 10:00   |
| Camioneros     | 5 - 0     | Dep. Merlo         | Estadio Hugo Moyano         | 24 de mayo | 11:00   |
| El Porvenir    | 3 - 2     | Defensa y Justicia | Estadio Gildo Ghersinich    | 25 de mayo | 10:00   |
| Unión (SF)     | 3 - 1     | Aldosivi           | Predio La Tatenguita        | 25 de mayo | 11:00   |
| San Miguel     | 0 - 1     | Estrella del Sur   | Estadio Malvinas Argentinas | 25 de mayo | 15:00   |

| Fecha 5            | Fecha 5   | Fecha 5        | Fecha 5                        | Fecha 5    | Fecha 5 |
| Local              | Resultado | Visitante      | Recinto                        | Fecha      | Hora    |
| ------------------ | --------- | -------------- | ------------------------------ | ---------- | ------- |
| Estrella del Sur   | 4 - 2     | Camioneros     | Estadio Claudio "Chiqui" Tapia | 30 de mayo | 18:00   |
| Dep. Merlo         | 2 - 2     | El Porvenir    | Predio El Remanso              | 31 de mayo | 10:00   |
| Def. de Belgrano   | 1 - 2     | San Miguel     | Predio Los Cardales            | 31 de mayo | 15:00   |
| Defensa y Justicia | 0 - 1     | Unión (SF)     | Predio Campeones del Mundo     | 31 de mayo | 15:00   |
| Aldosivi           | 3 - 1     | Comunicaciones | Predio Aldosivi                | 31 de mayo | 19:00   |

| Fecha 6        | Fecha 6   | Fecha 6            | Fecha 6                     | Fecha 6    | Fecha 6 |
| Local          | Resultado | Visitante          | Recinto                     | Fecha      | Hora    |
| -------------- | --------- | ------------------ | --------------------------- | ---------- | ------- |
| Camioneros     | 1 - 2     | Def. de Belgrano   | Estadio Hugo Moyano         | 7 de junio | 11:00   |
| El Porvenir    | 1 - 1     | Estrella del Sur   | Estadio Gildo Ghersinich    | 7 de junio | 15:00   |
| San Miguel     | 6 - 2     | Aldosivi           | Estadio Malvinas Argentinas | 7 de junio | 15:30   |
| Comunicaciones | 0 - 2     | Unión (SF)         | Cancha Auxiliar             | 8 de junio | 10:00   |
| Dep. Merlo     | 1 - 6     | Defensa y Justicia | Predio El Remanso           | 8 de junio | 16:30   |

| Fecha 7            | Fecha 7   | Fecha 7        | Fecha 7                    | Fecha 7      | Fecha 7 |
| Local              | Resultado | Visitante      | Recinto                    | Fecha        | Hora    |
| ------------------ | --------- | -------------- | -------------------------- | ------------ | ------- |
| Unión (SF)         | 4 - 0     | San Miguel     | Estadio 15 de Abril        | 21 de junio  | 15:00   |
| Estrella del Sur   | 7 - 0     | Dep. Merlo     | Predio 30 de Octubre       | 28 de junio  | 10:00   |
| Defensa y Justicia | 1 - 1     | Comunicaciones | Predio Campeones del Mundo | 28 de junio  | 15:00   |
| Def. de Belgrano   | 1 - 4     | El Porvenir    | Predio Los Cardales        | 28 de junio  | 15:00   |
| Aldosivi           |           | Camioneros     | Predio Aldosivi            | 27 de agosto | 15:30   |

| Fecha 8          | Fecha 8   | Fecha 8            | Fecha 8                        | Fecha 8    | Fecha 8 |
| Local            | Resultado | Visitante          | Recinto                        | Fecha      | Hora    |
| ---------------- | --------- | ------------------ | ------------------------------ | ---------- | ------- |
| Estrella del Sur | 4 - 0     | Defensa y Justicia | Estadio Claudio "Chiqui" Tapia | 5 de julio | 10:00   |
| Camioneros       | 3 - 1     | Unión (SF)         | Predio Luis Guillón            | 5 de julio | 10:30   |
| Dep. Merlo       | 1 - 0     | Def. de Belgrano   | Predio El Remanso              | 5 de julio | 15:00   |
| El Porvenir      | 1 - 0     | Aldosivi           | Estadio Gildo Ghersinich       | 5 de julio | 15:00   |
| San Miguel       | 1 - 1     | Comunicaciones     | Estadio Malvinas Argentinas    | 6 de julio | 15:00   |

| Fecha 9            | Fecha 9   | Fecha 9          | Fecha 9                    | Fecha 9     | Fecha 9 |
| Local              | Resultado | Visitante        | Recinto                    | Fecha       | Hora    |
| ------------------ | --------- | ---------------- | -------------------------- | ----------- | ------- |
| Unión (SF)         | 2 - 0     | El Porvenir      | Predio Nery Pumpido        | 12 de julio | 11:00   |
| Defensa y Justicia | 0 - 1     | San Miguel       | Predio Campeones del Mundo | 13 de julio | 10:00   |
| Comunicaciones     | 0 - 1     | Camioneros       | Cancha Auxiliar            | 13 de julio | 10:00   |
| Def. de Belgrano   | 1 - 1     | Estrella del Sur | Estadio Juan Pasquale      | 13 de julio | 15:00   |
| Aldosivi           | 2 - 1     | Dep. Merlo       | Predio Aldosivi            | 13 de julio | 17:00   |

| Fecha 10         | Fecha 10  | Fecha 10           | Fecha 10                    | Fecha 10    | Fecha 10 |
| Local            | Resultado | Visitante          | Recinto                     | Fecha       | Hora     |
| ---------------- | --------- | ------------------ | --------------------------- | ----------- | -------- |
| Aldosivi         | 0 - 0     | Estrella del Sur   | Predio Aldosivi             | 18 de julio | 21:30    |
| Unión (SF)       | 7 - 0     | Dep. Merlo         | Predio La Tatenguita        | 19 de julio | 11:00    |
| Def. de Belgrano | 0 - 2     | Defensa y Justicia | Predio Cardales             | 19 de julio | 15:00    |
| San Miguel       | 2 - 0     | Camioneros         | Estadio Malvinas Argentinas | 20 de julio | 10:00    |
| Comunicaciones   | 0 - 0     | El Porvenir        | Estadio Alfredo Ramos       | 20 de julio | 15:00    |

| Fecha 11           | Fecha 11  | Fecha 11       | Fecha 11                       | Fecha 11     | Fecha 11 |
| Local              | Resultado | Visitante      | Recinto                        | Fecha        | Hora     |
| ------------------ | --------- | -------------- | ------------------------------ | ------------ | -------- |
| Estrella del Sur   | 1 - 2     | Unión (SF)     | Estadio Claudio "Chiqui" Tapia | 26 de julio  | 12:00    |
| Defensa y Justicia | 1 - 3     | Camioneros     | Predio Campeones del Mundo     | 26 de julio  | 15:30    |
| Dep. Merlo         | 0 - 7     | Comunicaciones | Predio El Remanso              | 27 de julio  | 11:00    |
| Def. de Belgrano   | 1 - 0     | Aldosivi       | Estadio Juan Pasquale          | 27 de julio  | 14:00    |
| El Porvenir        | 1 - 1     | San Miguel     | Estadio Gildo Ghersinich       | 16 de agosto | 15:00    |

| Fecha 12       | Fecha 12  | Fecha 12           | Fecha 12             | Fecha 12    | Fecha 12 |
| Local          | Resultado | Visitante          | Recinto              | Fecha       | Hora     |
| -------------- | --------- | ------------------ | -------------------- | ----------- | -------- |
| Comunicaciones | 1 - 1     | Estrella del Sur   | Cancha Auxiliar      | 2 de agosto | 10:00    |
| Camioneros     | 3 - 0     | El Porvenir        | Cancha Auxiliar      | 2 de agosto | 10:00    |
| Unión (SF)     | 3 - 1     | Def. de Belgrano   | Predio La Tatenguita | 2 de agosto | 11:00    |
| Aldosivi       | 1 - 0     | Defensa y Justicia | Predio Aldosivi      | 2 de agosto | 18:00    |
| San Miguel     | 10 - 1    | Dep. Merlo         | Cancha Auxiliar      | 3 de agosto | 15:00    |

| Fecha 13           | Fecha 13  | Fecha 13       | Fecha 13                       | Fecha 13     | Fecha 13 |
| Local              | Resultado | Visitante      | Recinto                        | Fecha        | Hora     |
| ------------------ | --------- | -------------- | ------------------------------ | ------------ | -------- |
| Estrella del Sur   | 2 - 1     | San Miguel     | Estadio Claudio "Chiqui" Tapia | 9 de agosto  | 15:00    |
| Def. de Belgrano   | 0 - 0     | Comunicaciones | Estadio Juan Pasquale          | 10 de agosto | 15:00    |
| Defensa y Justicia | 2 - 0     | El Porvenir    | Predio Campeones del Mundo     | 10 de agosto | 15:30    |
| Dep. Merlo         | 0 - 6     | Camioneros     | Predio El Remanso              | 10 de agosto | 15:30    |
| Aldosivi           | 3 - 4     | Unión (SF)     | Predio Aldosivi                | 10 de agosto | 17:00    |

| Fecha 14       | Fecha 14  | Fecha 14           | Fecha 14                 | Fecha 14     | Fecha 14 |
| Local          | Resultado | Visitante          | Recinto                  | Fecha        | Hora     |
| -------------- | --------- | ------------------ | ------------------------ | ------------ | -------- |
| El Porvenir    |           | Dep. Merlo         | Estadio Gildo Ghersinich | 23 de agosto | 10:00    |
| Unión (SF)     |           | Defensa y Justicia | Predio La Tatenguita     | 23 de agosto | 10:30    |
| Camioneros     |           | Estrella del Sur   | Cancha Auxiliar          | 23 de agosto | 15:00    |
| Comunicaciones |           | Aldosivi           | Cancha Auxiliar          | 24 de agosto | 11:00    |
| San Miguel     |           | Def. de Belgrano   | Cancha Auxiliar          | 24 de agosto | 15:00    |

| Fecha 15           | Fecha 15  | Fecha 15       | Fecha 15 | Fecha 15 | Fecha 15 |
| Local              | Resultado | Visitante      | Recinto  | Fecha    | Hora     |
| ------------------ | --------- | -------------- | -------- | -------- | -------- |
| Defensa y Justicia |           | Dep. Merlo     |          |          |          |
| Estrella del Sur   |           | El Porvenir    |          |          |          |
| Def. de Belgrano   |           | Camioneros     |          |          |          |
| Aldosivi           |           | San Miguel     |          |          |          |
| Unión (SF)         |           | Comunicaciones |          |          |          |

| Fecha 16       | Fecha 16  | Fecha 16           | Fecha 16 | Fecha 16 | Fecha 16 |
| Local          | Resultado | Visitante          | Recinto  | Fecha    | Hora     |
| -------------- | --------- | ------------------ | -------- | -------- | -------- |
| Comunicaciones |           | Defensa y Justicia |          |          |          |
| San Miguel     |           | Unión (SF)         |          |          |          |
| Camioneros     |           | Aldosivi           |          |          |          |
| El Porvenir    |           | Def. de Belgrano   |          |          |          |
| Dep. Merlo     |           | Estrella del Sur   |          |          |          |

| Fecha 17           | Fecha 17  | Fecha 17         | Fecha 17 | Fecha 17 | Fecha 17 |
| Local              | Resultado | Visitante        | Recinto  | Fecha    | Hora     |
| ------------------ | --------- | ---------------- | -------- | -------- | -------- |
| Defensa y Justicia |           | Estrella del Sur |          |          |          |
| Def. de Belgrano   |           | Dep. Merlo       |          |          |          |
| Aldosivi           |           | El Porvenir      |          |          |          |
| Unión (SF)         |           | Camioneros       |          |          |          |
| Comunicaciones     |           | San Miguel       |          |          |          |

| Fecha 18         | Fecha 18  | Fecha 18           | Fecha 18 | Fecha 18 | Fecha 18 |
| Local            | Resultado | Visitante          | Recinto  | Fecha    | Hora     |
| ---------------- | --------- | ------------------ | -------- | -------- | -------- |
| San Miguel       |           | Defensa y Justicia |          |          |          |
| Camioneros       |           | Comunicaciones     |          |          |          |
| El Porvenir      |           | Unión (SF)         |          |          |          |
| Dep. Merlo       |           | Aldosivi           |          |          |          |
| Estrella del Sur |           | Def. de Belgrano   |          |          |          |

## Zona B

### Tabla de posiciones
| Pos. | Equipo              | Pts. | PJ | PG | PE | PP | GF | GC | Dif. |
| ---- | ------------------- | ---- | -- | -- | -- | -- | -- | -- | ---- |
| 1.º  | Lanús               | 27   | 11 | 8  | 3  | 0  | 23 | 5  | 18   |
| 2.º  | All Boys            | 25   | 11 | 8  | 1  | 2  | 24 | 6  | 18   |
| 3.º  | Estudiantes (LP)    | 22   | 12 | 7  | 1  | 4  | 24 | 12 | 12   |
| 4.º  | Atlético de Rafaela | 21   | 12 | 6  | 3  | 3  | 25 | 13 | 12   |
| 5.º  | Argentinos Juniors  | 17   | 12 | 5  | 2  | 5  | 14 | 12 | 2    |
| 6.º  | UAI Urquiza         | 14   | 12 | 4  | 2  | 6  | 13 | 23 | −10  |
| 7.º  | Sarmiento           | 12   | 11 | 4  | 0  | 7  | 7  | 18 | −11  |
| 8.º  | Deportivo Morón     | 9    | 12 | 2  | 3  | 7  | 7  | 22 | −15  |
| 9.º  | Atlanta             | 1    | 11 | 0  | 1  | 10 | 4  | 35 | −31  |

|  | El equipo que ocupe la 1ª posición clasificará a la final por el ascenso.                             |
|  | Los equipos que ocupen las posiciones 2ª a 7ª clasificarán al torneo reducido por el segundo ascenso. |
|  | El equipo que ocupe la 9ª posición descenderá a Primera C.                                            |

### Evolución de las posiciones

#### Primera rueda
| Equipo / Fecha     | 1   | 2   | 4   | 5   | 6   | 3   | 7   | 8   | 9     |
| ------------------ | --- | --- | --- | --- | --- | --- | --- | --- | ----- |
| All Boys           | -   | 3.º | 1.º | 2.º | 1.º | 1.º | 1.º | 1.º | 1.º   |
| Argentinos Juniors | 3.º | 5.º | 7.º | 8.º | 8.º | 7.º | 7.º | 6.º | 6.º   |
| Atlanta            | 8.º | 8.º | 8.º | 9.º | 9.º | 9.º | 9.º | 9.º | 9.º   |
| Atlético Rafaela   | 4.º | 7.º | 6.º | 6.º | 5.º | 5.º | 5.º | 4.º | 3.º * |
| Deportivo Morón    | 5.º | 6.º | 4.º | 5.º | 6.º | 6.º | 8.º | 8.º | 8.º   |
| Estudiantes (LP)   | 1.º | 1.º | 2.º | 1.º | 2.º | 4.º | 3.º | 3.º | 4.º   |
| Lanús              | 6.º | 2.º | 5.º | 3.º | 4.º | 3.º | 2.º | 2.º | 2.º * |
| Sarmiento (J)      | 9.º | 9.º | 9.º | 7.º | 7.º | 8.º | 6.º | 7.º | 7.º   |
| UAI Urquiza        | 2.º | 4.º | 3.º | 4.º | 3.º | 2.º | 4.º | 5.º | 5.º   |

Todos tuvieron un partido pendiente entre la fecha 3 y 6.

#### Segunda rueda
| Equipo / Fecha     | 10    | 11    | 12    | 13    | 14  | 15  | 16 | 17 | 18 |
| ------------------ | ----- | ----- | ----- | ----- | --- | --- | -- | -- | -- |
| All Boys           | 1.º   | 1.º   | 2.º   | 2.º   |     |     |    |    |    |
| Argentinos Juniors | 6.º   | 5.º   | 5.º   | 5.º   |     |     |    |    |    |
| Atlanta            | 9.º   | 9.º   | 9.º   | 9.º   | 9.º | 9.º |    |    |    |
| Atlético Rafaela   | 3.º * | 3.º * | 3.º * | 4.º * |     |     |    |    |    |
| Deportivo Morón    | 8.º   | 8.º   | 8.º   | 8.º   |     |     |    |    |    |
| Estudiantes (LP)   | 4.º   | 4.º   | 4.º   | 3.º   |     |     |    |    |    |
| Lanús              | 2.º * | 2.º * | 1.º * | 1.º * |     |     |    |    |    |
| Sarmiento (J)      | 7.º   | 7.º   | 7.º   | 7.º   |     |     |    |    |    |
| UAI Urquiza        | 5.º   | 6.º   | 6.º   | 6.º   |     |     |    |    |    |

### Resultados
| Fecha 1          | Fecha 1   | Fecha 1          | Fecha 1                | Fecha 1     | Fecha 1 |
| Local            | Resultado | Visitante        | Recinto                | Fecha       | Hora    |
| ---------------- | --------- | ---------------- | ---------------------- | ----------- | ------- |
| Estudiantes (LP) | 2 - 0     | Sarmiento (J)    | Country City Bell      | 26 de abril | 14:00   |
| Lanús            | 1 - 1     | Argentinos Jrs.  | Predio Valentín Alsina | 26 de abril | 15:00   |
| Dep. Morón       | 1 - 1     | Atlético Rafaela | Predio La Catedral     | 27 de abril | 15:00   |
| Atlanta          | 0 - 2     | UAI Urquiza      | Predio Antonio Carbone | 27 de abril | 15:30   |
| Libre: All Boys  |           |                  |                        |             |         |

| Fecha 2          | Fecha 2   | Fecha 2          | Fecha 2                     | Fecha 2    | Fecha 2 |
| Local            | Resultado | Visitante        | Recinto                     | Fecha      | Hora    |
| ---------------- | --------- | ---------------- | --------------------------- | ---------- | ------- |
| Argentinos Jrs.  | 1 - 1     | Dep. Morón       | Predio CEFFA                | 10 de mayo | 14:00   |
| Atlético Rafaela | 1 - 3     | Estudiantes (LP) | Autódromo Ciudad de Rafaela | 10 de mayo | 15:30   |
| UAI Urquiza      | 0 - 3     | Lanús            | Monumental de Villa Lynch   | 11 de mayo | 15:00   |
| Sarmiento (J)    | 0 - 3     | All Boys         | Ciudad Deportiva            | 11 de mayo | 15:00   |
| Libre: Atlanta   |           |                  |                             |            |         |

| Fecha 3              | Fecha 3   | Fecha 3          | Fecha 3                    | Fecha 3     | Fecha 3 |
| Local                | Resultado | Visitante        | Recinto                    | Fecha       | Hora    |
| -------------------- | --------- | ---------------- | -------------------------- | ----------- | ------- |
| Estudiantes (LP)     | 0 - 1     | Argentinos Jrs.  | Country City Bell          | 14 de junio | 14:00   |
| Lanús                | 2 - 0     | Atlanta          | Predio Valentín Alsina     | 14 de junio | 15:00   |
| All Boys             | 2 - 0     | Atlético Rafaela | Estadio Islas Malvinas     | 16 de junio | 13:00   |
| Dep. Morón           | 1 - 2     | UAI Urquiza      | Estadio Ciudad de Libertad | 16 de junio | 17:00   |
| Libre: Sarmiento (J) |           |                  |                            |             |         |

| Fecha 4          | Fecha 4   | Fecha 4          | Fecha 4                     | Fecha 4    | Fecha 4 |
| Local            | Resultado | Visitante        | Recinto                     | Fecha      | Hora    |
| ---------------- | --------- | ---------------- | --------------------------- | ---------- | ------- |
| Atlético Rafaela | 2 - 0     | Sarmiento (J)    | Autódromo Ciudad de Rafaela | 24 de mayo | 12:30   |
| Argentinos Jrs.  | 0 - 2     | All Boys         | Predio CEFFA                | 24 de mayo | 15:30   |
| Atlanta          | 0 - 1     | Dep. Morón       | Predio Antonio Carbone      | 25 de mayo | 14:00   |
| UAI Urquiza      | 2 - 1     | Estudiantes (LP) | Monumental de Villa Lynch   | 25 de mayo | 15:00   |
| Libre: Lanús     |           |                  |                             |            |         |

| Fecha 5                 | Fecha 5   | Fecha 5         | Fecha 5                    | Fecha 5    | Fecha 5 |
| Local                   | Resultado | Visitante       | Recinto                    | Fecha      | Hora    |
| ----------------------- | --------- | --------------- | -------------------------- | ---------- | ------- |
| Estudiantes (LP)        | 9 - 1     | Atlanta         | Country City Bell          | 31 de mayo | 14:00   |
| Sarmiento (J)           | 2 - 1     | Argentinos Jrs. | Centro de Alto Rendimiento | 1 de junio | 15:00   |
| Dep. Morón              | 0 - 2     | Lanús           | Predio La Catedral         | 1 de junio | 15:00   |
| All Boys                | 1 - 0     | UAI Urquiza     | Estadio Islas Malvinas     | 1 de junio | 15:30   |
| Libre: Atlético Rafaela |           |                 |                            |            |         |

| Fecha 6           | Fecha 6   | Fecha 6          | Fecha 6                   | Fecha 6    | Fecha 6 |
| Local             | Resultado | Visitante        | Recinto                   | Fecha      | Hora    |
| ----------------- | --------- | ---------------- | ------------------------- | ---------- | ------- |
| UAI Urquiza       | 1 - 0     | Sarmiento (J)    | Monumental de Villa Lynch | 7 de junio | 14:00   |
| Lanús             | 1 - 1     | Estudiantes (LP) | Predio Valentín Alsina    | 7 de junio | 15:00   |
| Argentinos Jrs.   | 1 - 2     | Atlético Rafaela | Predio CEFFA              | 7 de junio | 15:00   |
| Atlanta           | 0 - 5     | All Boys         | Predio Antonio Carbone    | 7 de junio | 15:30   |
| Libre: Dep. Morón |           |                  |                           |            |         |

| Fecha 7                | Fecha 7   | Fecha 7     | Fecha 7                     | Fecha 7     | Fecha 7 |
| Local                  | Resultado | Visitante   | Recinto                     | Fecha       | Hora    |
| ---------------------- | --------- | ----------- | --------------------------- | ----------- | ------- |
| Atlético Rafaela       | 3 - 0     | UAI Urquiza | Autódromo Ciudad de Rafaela | 27 de junio | 19:00   |
| Estudiantes (LP)       | 2 - 0     | Dep. Morón  | Country City Bell           | 28 de junio | 14:00   |
| All Boys               | 1 - 2     | Lanús       | Estadio Islas Malvinas      | 28 de junio | 15:30   |
| Sarmiento (J)          | 2 - 0     | Atlanta     | Centro de Alto Rendimiento  | 29 de junio | 15:00   |
| Libre: Argentinos Jrs. |           |             |                             |             |         |

| Fecha 8                 | Fecha 8   | Fecha 8          | Fecha 8                           | Fecha 8    | Fecha 8 |
| Local                   | Resultado | Visitante        | Recinto                           | Fecha      | Hora    |
| ----------------------- | --------- | ---------------- | --------------------------------- | ---------- | ------- |
| UAI Urquiza             | 0 - 1     | Argentinos Jrs.  | Estadio Monumental de Villa Lynch | 5 de julio | 14:00   |
| Lanús                   | 3 - 0     | Sarmiento (J)    | Predio Valentín Alsina            | 5 de julio | 15:00   |
| Atlanta                 | 0 - 6     | Atlético Rafaela | Predio Antonio Carbone            | 5 de julio | 15:30   |
| Dep. Morón              | 0 - 3     | All Boys         | Predio La Catedral                | 6 de julio | 15:00   |
| Libre: Estudiantes (LP) |           |                  |                                   |            |         |

| Fecha 9            | Fecha 9   | Fecha 9          | Fecha 9                    | Fecha 9      | Fecha 9 |
| Local              | Resultado | Visitante        | Recinto                    | Fecha        | Hora    |
| ------------------ | --------- | ---------------- | -------------------------- | ------------ | ------- |
| Argentinos Jrs.    | 1 - 0     | Atlanta          | Predio CEFFA               | 12 de julio  | 15:30   |
| Sarmiento (J)      | 1 - 0     | Dep. Morón       | Centro de Alto Rendimiento | 12 de julio  | 15:30   |
| All Boys           | 2 - 1     | Estudiantes (LP) | Estadio Islas Malvinas     | 13 de julio  | 15:00   |
| Atlético Rafaela   | 1 - 1     | Lanús            | Estadio Nuevo Monumental   | 16 de agosto | 15:30   |
| Libre: UAI Urquiza |           |                  |                            |              |         |

| Fecha 10         | Fecha 10  | Fecha 10         | Fecha 10                          | Fecha 10    | Fecha 10 |
| Local            | Resultado | Visitante        | Recinto                           | Fecha       | Hora     |
| ---------------- | --------- | ---------------- | --------------------------------- | ----------- | -------- |
| Sarmiento (J)    | 0 - 2     | Estudiantes (LP) | Centro de Alto Rendimiento        | 19 de julio | 15:00    |
| Argentinos Jrs.  | 1 - 2     | Lanús            | Predio CEFFA                      | 19 de julio | 15:00    |
| Atlético Rafaela | 4 - 0     | Dep. Morón       | Autódromo Ciudad de Rafaela       | 19 de julio | 15:30    |
| UAI Urquiza      | 3 - 3     | Atlanta          | Estadio Monumental de Villa Lynch | 20 de julio | 14:00    |
| Libre: All Boys  |           |                  |                                   |             |          |

| Fecha 11         | Fecha 11  | Fecha 11         | Fecha 11                   | Fecha 11    | Fecha 11 |
| Local            | Resultado | Visitante        | Recinto                    | Fecha       | Hora     |
| ---------------- | --------- | ---------------- | -------------------------- | ----------- | -------- |
| Estudiantes (LP) | 1 - 2     | Atlético Rafaela | Country City Bell          | 16 de julio | 14:00    |
| Lanús            | 4 - 0     | UAI Urquiza      | Predio Valentín Alsina     | 16 de julio | 15:00    |
| All Boys         | 3 - 0     | Sarmiento (J)    | Estadio Islas Malvinas     | 27 de julio | 15:00    |
| Dep. Morón       | 0 - 5     | Argentinos Jrs.  | Estadio Ciudad de Libertad | 27 de julio | 16:00    |
| Libre: Atlanta   |           |                  |                            |             |          |

| Fecha 12             | Fecha 12  | Fecha 12         | Fecha 12                          | Fecha 12    | Fecha 12 |
| Local                | Resultado | Visitante        | Recinto                           | Fecha       | Hora     |
| -------------------- | --------- | ---------------- | --------------------------------- | ----------- | -------- |
| Argentinos Jrs.      | 0 - 2     | Estudiantes (LP) | Predio CEFFA                      | 2 de agosto | 15:00    |
| Atlético Rafaela     | 2 - 2     | All Boys         | Autódromo Ciudad de Rafaela       | 2 de agosto | 15:30    |
| UAI Urquiza          | 1 - 1     | Dep. Morón       | Estadio Monumental de Villa Lynch | 3 de agosto | 14:00    |
| Atlanta              | 0 - 2     | Lanús            | Predio Antonio Carbone            | 6 de agosto | 15:00    |
| Libre: Sarmiento (J) |           |                  |                                   |             |          |

| Fecha 13         | Fecha 13  | Fecha 13         | Fecha 13                   | Fecha 13     | Fecha 13 |
| Local            | Resultado | Visitante        | Recinto                    | Fecha        | Hora     |
| ---------------- | --------- | ---------------- | -------------------------- | ------------ | -------- |
| Estudiantes (LP) | 5 - 2     | UAI Urquiza      | Country City Bell          | 9 de agosto  | 14:00    |
| All Boys         | 0 - 1     | Argentinos Jrs.  | Estadio Islas Malvinas     | 9 de agosto  | 15:00    |
| Sarmiento (J)    | 2 - 1     | Atlético Rafaela | Centro de Alto Rendimiento | 10 de agosto | 14:00    |
| Dep. Morón       | 2 - 0     | Atlanta          | Estadio Ciudad de Libertad | 10 de agosto | 16:30    |
| Libre: Lanús     |           |                  |                            |              |          |

| Fecha 14                | Fecha 14  | Fecha 14         | Fecha 14                          | Fecha 14     | Fecha 14 |
| Local                   | Resultado | Visitante        | Recinto                           | Fecha        | Hora     |
| ----------------------- | --------- | ---------------- | --------------------------------- | ------------ | -------- |
| UAI Urquiza             |           | All Boys         | Estadio Monumental de Villa Lynch | 23 de agosto | 14:00    |
| Lanús                   |           | Dep.Morón        | Predio Valentín Alsina            | 23 de agosto | 15:30    |
| Argentinos Jrs.         |           | Sarmiento (J)    | Predio CEFFA                      | 23 de agosto | 15:30    |
| Atlanta                 |           | Estudiantes (LP) | Predio Antonio Carbone            | 24 de agosto | 15:00    |
| Libre: Atlético Rafaela |           |                  |                                   |              |          |

| Fecha 15          | Fecha 15  | Fecha 15        | Fecha 15 | Fecha 15 | Fecha 15 |
| Local             | Resultado | Visitante       | Recinto  | Fecha    | Hora     |
| ----------------- | --------- | --------------- | -------- | -------- | -------- |
| Sarmiento (J)     |           | UAI Urquiza     |          |          |          |
| Estudiantes (LP)  |           | Lanús           |          |          |          |
| Atlético Rafaela  |           | Argentinos Jrs. |          |          |          |
| All Boys          |           | Atlanta         |          |          |          |
| Libre: Dep. Morón |           |                 |          |          |          |

| Fecha 16               | Fecha 16  | Fecha 16         | Fecha 16 | Fecha 16 | Fecha 16 |
| Local                  | Resultado | Visitante        | Recinto  | Fecha    | Hora     |
| ---------------------- | --------- | ---------------- | -------- | -------- | -------- |
| UAI Urquiza            |           | Atlético Rafaela |          |          |          |
| Dep. Morón             |           | Estudiantes (LP) |          |          |          |
| Lanús                  |           | All Boys         |          |          |          |
| Atlanta                |           | Sarmiento (J)    |          |          |          |
| Libre: Argentinos Jrs. |           |                  |          |          |          |

| Fecha 17                | Fecha 17  | Fecha 17    | Fecha 17 | Fecha 17 | Fecha 17 |
| Local                   | Resultado | Visitante   | Recinto  | Fecha    | Hora     |
| ----------------------- | --------- | ----------- | -------- | -------- | -------- |
| Argentinos Jrs.         |           | UAI Urquiza |          |          |          |
| Sarmiento (J)           |           | Lanús       |          |          |          |
| Atlético Rafaela        |           | Atlanta     |          |          |          |
| All Boys                |           | Dep. Morón  |          |          |          |
| Libre: Estudiantes (LP) |           |             |          |          |          |

| Fecha 18           | Fecha 18  | Fecha 18         | Fecha 18 | Fecha 18 | Fecha 18 |
| Local              | Resultado | Visitante        | Recinto  | Fecha    | Hora     |
| ------------------ | --------- | ---------------- | -------- | -------- | -------- |
| Lanús              |           | Atlético Rafaela |          |          |          |
| Atlanta            |           | Argentinos Jrs.  |          |          |          |
| Dep. Morón         |           | Sarmiento (J)    |          |          |          |
| Estudiantes (LP)   |           | All Boys         |          |          |          |
| Libre: UAI Urquiza |           |                  |          |          |          |

## Goleadoras
| Jugadora          | Equipo                 | Goles |
| ----------------- | ---------------------- | ----- |
| Abril Castro      | San Miguel             | 14    |
| Thalía Dimartino  | Estrella del Sur       | 12    |
| Luna Watanabe     | Comunicaciones         | 10    |
| Sheila Carrizo    | Atlético Rafaela       | 9     |
| Damaris Sequeira  | Camioneros             | 8     |
| María Echeverría  | Defensores de Belgrano | 7     |
| Emilse Albornos   | Unión (SF)             | 7     |
| Laura Romero      | Camioneros             | 7     |
| Bernardita Bonomi | Aldosivi               | 7     |
| Aldana Villalba   | Unión (SF)             | 6     |
| Camila Acevedo    | Unión (SF)             | 6     |
| Delfina Andino    | Atlético Rafaela       | 6     |